# Pygophora recta
Pygophora recta är en tvåvingeart som beskrevs av Xiaolong Cui och Xue 1996. Pygophora recta ingår i släktet Pygophora och familjen husflugor.
Artens utbredningsområde är Guangdong (Kina). Inga underarter finns listade i Catalogue of Life.